# Rochester Flash
I Rochester Flash sono stati una franchigia di calcio statunitense, con sede a Rochester, nello stato di New York.

## Storia
La franchigia venne fondata nel 1981 e iscritta all'American Soccer League. Nella stagione 1981 la squadra guidata da Don Lanka raggiunse il primo turno dei play-off per il titolo, sconfitti dai futuri campioni del Carolina Lightnin'. Stesso piazzamento fu raggiunto la stagione seguente.
Nel corso del 1983 i Flash rimasero inattivi mentre la ASL fallì; conseguentemente i Flash per il 1984 si iscrissero alla neonata United Soccer League.
Nella USL la squadra ottenne il 3º posto nella Northern Division non riuscendo ad accedere ai play-off per il titolo.

## Allenatori
- 1981-82  Don Lanka
- 1984  József Horváth